# Barschanbu
Barschanbu († 1317 in Alt Dunqula) war ein nubischer König, der von 1316 bis 1317 das Reich von Makuria regierte.
Abdallah Barschanbu war Sohn der Schwester des nubischen Herrschers David. Er ist in Kairo aufgewachsen. 1315 griff Sultan Al-Malik an-Nasir Muhammad Nubien an und konnte den dortigen Herrscher Kernabes absetzen. An-Nasir Muhammad setzte nun Barschanbu auf den Thron von Makuria. Dieser war einerseits Muslim, anderseits stammte er aus der Königsfamilie von Makuria. Barschanbu missachtete jedoch zahlreiche Sitten der Nubier und wurde deshalb sehr schnell unbeliebt. 
In dieser Zeit fragte Kanz ed-Dawla, der in Kairo lebte, beim Sultan an-Nasir Muhammad nach, ob er nach Assuan gehen könne, um für den Sultan Steuern von Wasserrädern, die ihm in dieser Gegend gehörten, zu sammeln. Sultan an-Nasir Muhammad willigte ein. In Assuan angekommen, wurde Kanz ed-Dawla an der dortigen Grenze von den Nubiern freudig empfangen und zum König gekrönt. Er zog weiter nach Alt Dunqula, wo er Barschanbu besiegte und tötete.